# Basilique Saint-Augustin d'Annaba
Pour les articles homonymes, voir Basilique Saint-Augustin.
La basilique Saint-Augustin est une basilique catholique située dans la ville d'Annaba (anciennement dénommée Hippone, puis Bône jusqu'en 1962), en Algérie, et dédiée à saint Augustin évêque de la ville de 396 jusqu'à sa mort en 430. Elle est la pro-cathédrale du diocèse de Constantine et Hippone.

## Histoire
Cette basilique du XIXe siècle dont l'idée fut conçue par Antoine-Adolphe Dupuch en 1839, fut commencée en 1881, la première pierre posée par Clément Combes et consacrée le 29 mars 1900 en présence de Fédéric-Henri Oury, archevêque d'Alger et de Jules-Étienne Gazaniol (de), évêque de Constantine. 
En 2010, un projet de restauration est entrepris, financé par l'Algérie, la France et un don personnel de Benoît XVI. La basilique rénovée est inaugurée le 19 octobre 2013. À l'occasion du rejet des recours contre le financement de la restauration devant le Juge administratif, le Conseil d'État français précise qu'une convention de coopération décentralisée conclue avec une autorité locale étrangère peut également être signée par d'autres personnes, françaises ou étrangères, de droit public ou de droit privé, y compris par celle chargée de la réalisation du projet.
La basilique est ouverte pour des cérémonies liturgiques et pour les visiteurs.

## Architecture
La basilique est bâtie sur une colline qui domine la Méditerranée et, selon Achour Cheurfi, à l'emplacement d'un temple païen consacré à Baal Hamon.
L'architecte Joseph Pougnet (1829-1892) a conçu l'église dans un style néo-mauresque-byzantin. Sur un plan en croix latine, elle a la forme d'une basilique avec un dôme au-dessus d'un tambour servant de tour de croisée. Les nefs sont dotées de plafonds à caissons en bois et de galeries supérieures. L'abside en demi-cercle avec un cul-de-four termine la construction. Tous les arcs, qui rappellent les formes islamiques, sont des arcs en fer à cheval pointus. Cependant, l'arc entre l'abside et la croisée est un arc en fer à cheval non pointu. Une façade à deux tours s'élève au-dessus de l'entrée, mais les cloches ne sonnent plus depuis 1962. L'édifice a été construit avec des pierres provenant de toute la France et l'intérieur a été décoré avec du marbre de Carrare. Les peintures murales ornementales s'inspirent de modèles arabes. Une des particularités de la basilique ce sont les 140 vitraux peints qui illustrent la vie du Docteur de l'Église saint Augustin.
La statue de saint Augustin couchée dans la basilique présente comme relique un cubitus encastré qui a été transporté de Pavie à Annaba dès 1842 en prévision de la construction de l'église.
Deux bandes d'écriture latine couvrent les fenêtres de l'abside. Celle du bas exprime la dédicace de la basilique à « l'éminent maître Augustin » ( EGREGIO DOCTORI NOSTRO AVGVSTINO). Sur la bande d'écriture du dessus, on peut lire :
 O AETERNA VERITAS - O VERA CHARITAS - O CARA AETERNITAS (« Ô Vérité éternelle - Ô Amour véritable - Ô chère éternité »).

## Galerie

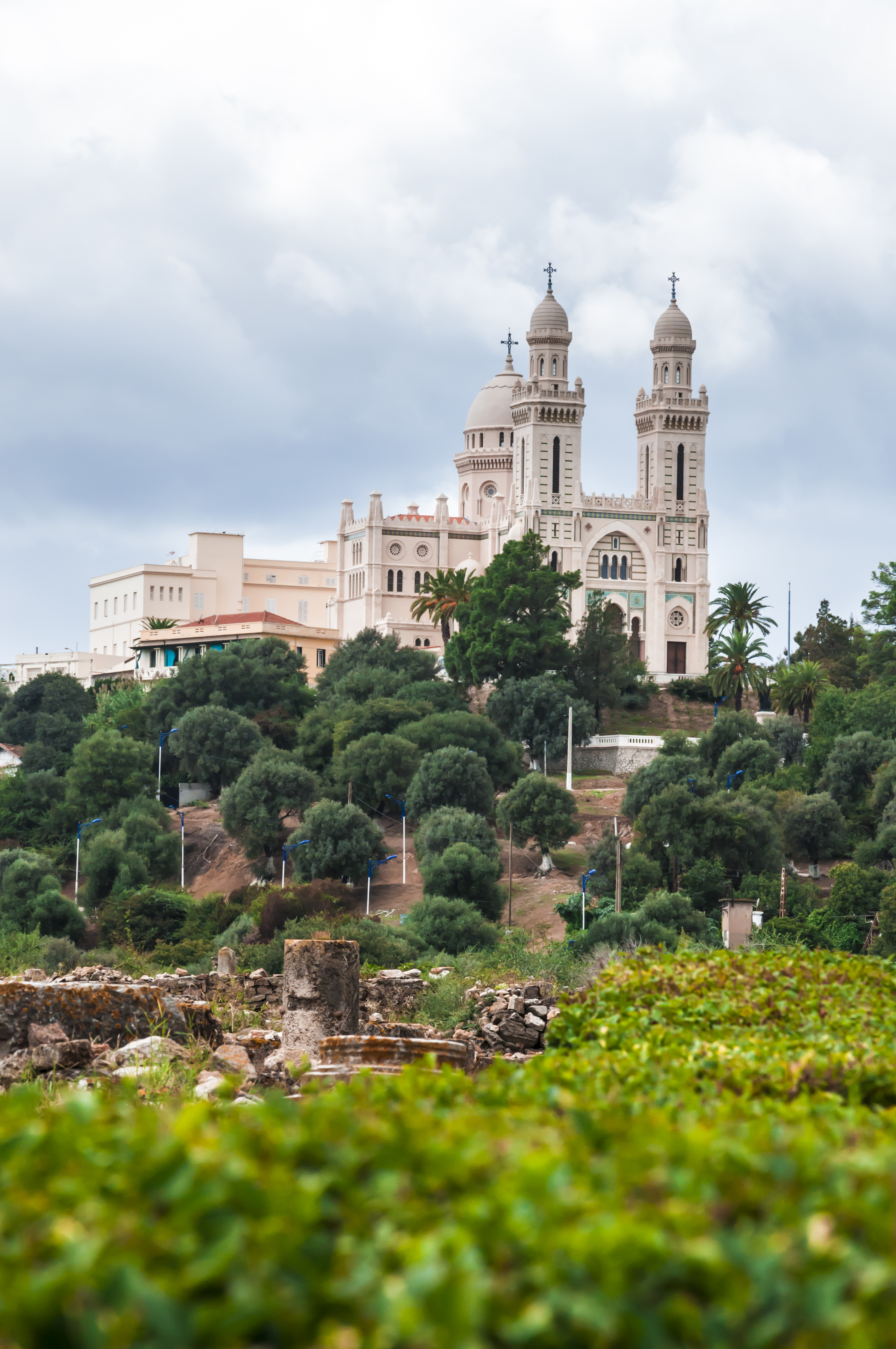
Vue générale de la basilique Saint Augustin.
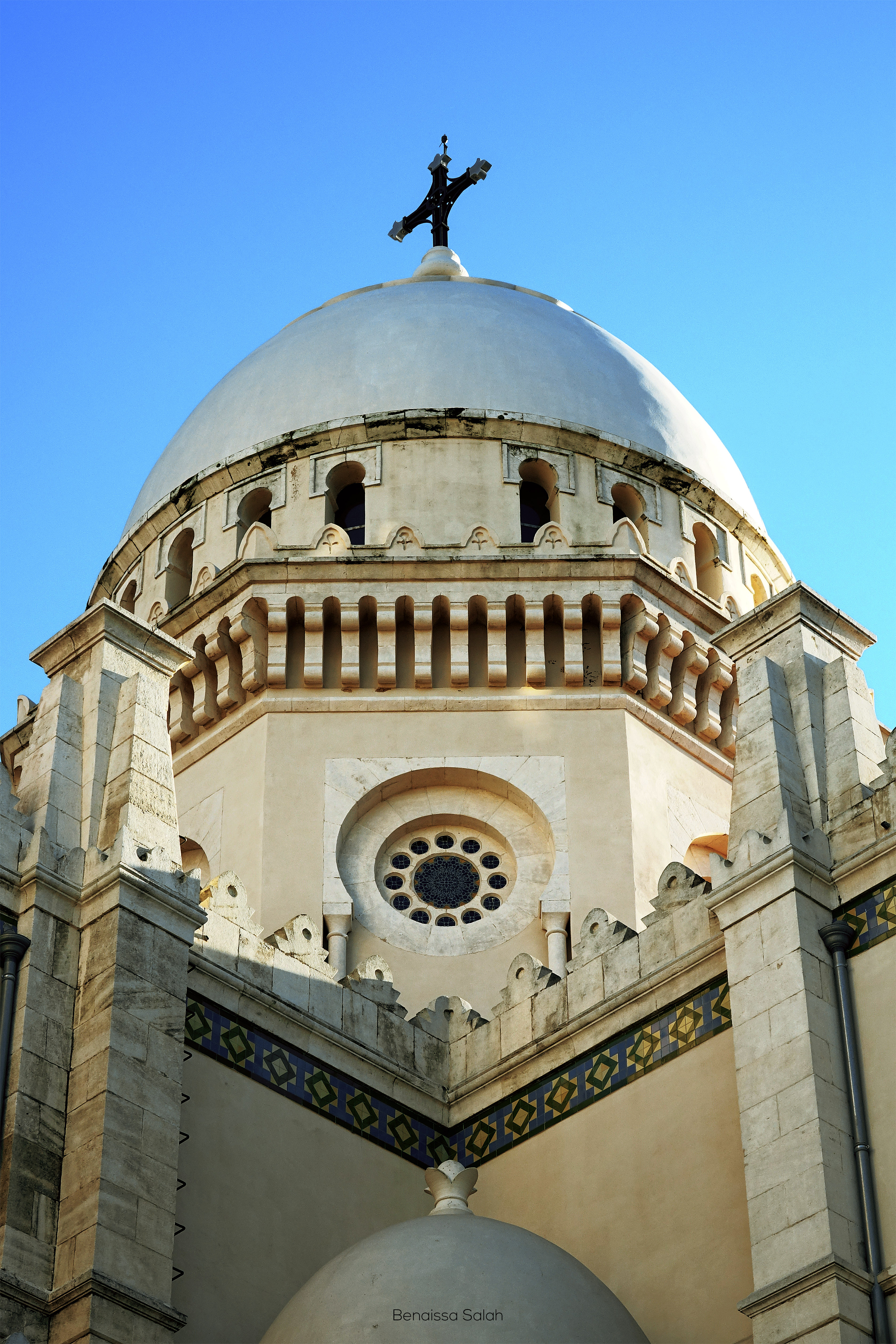
Le dôme.
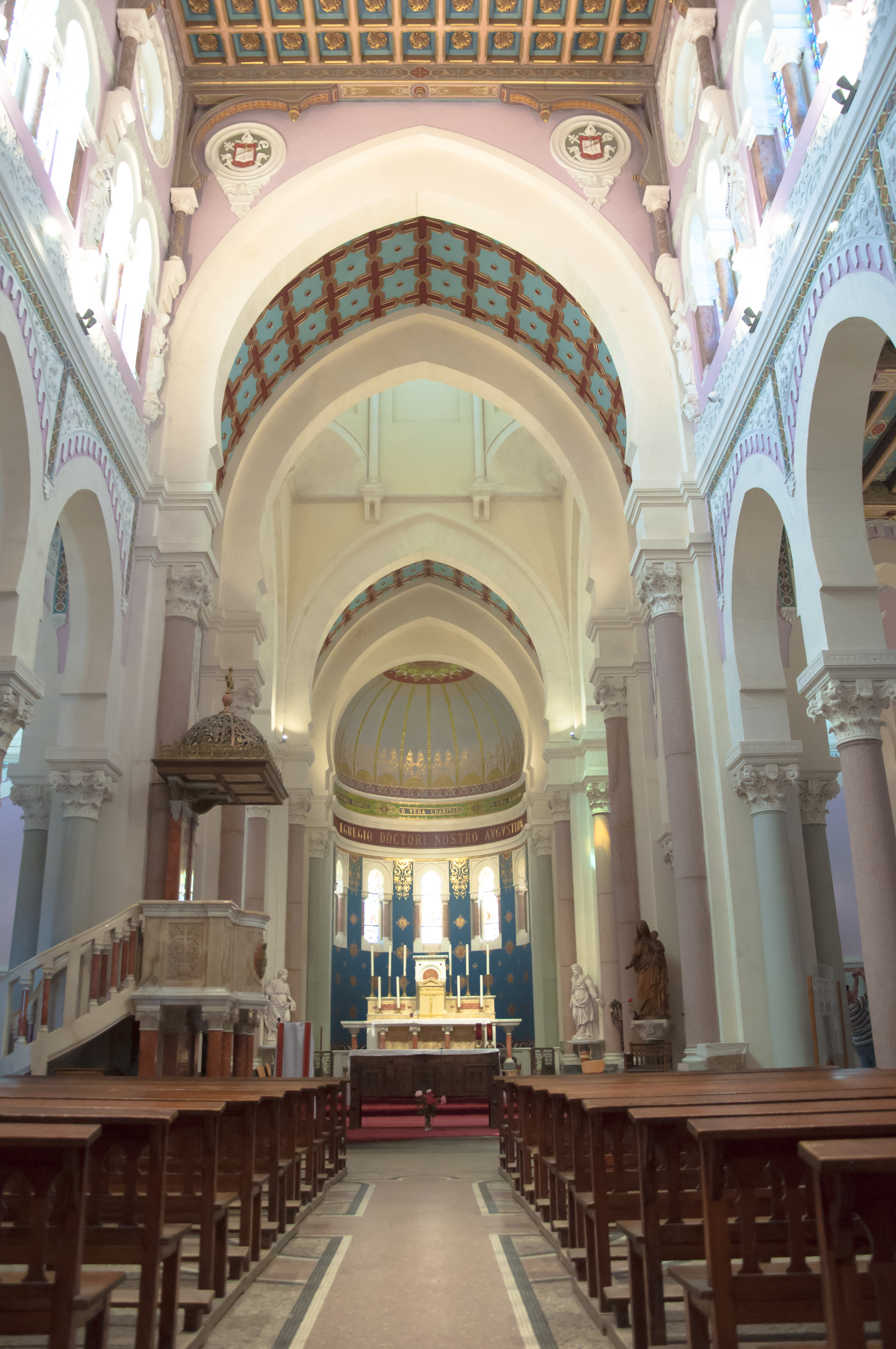
L'intérieur avec la nef centrale.
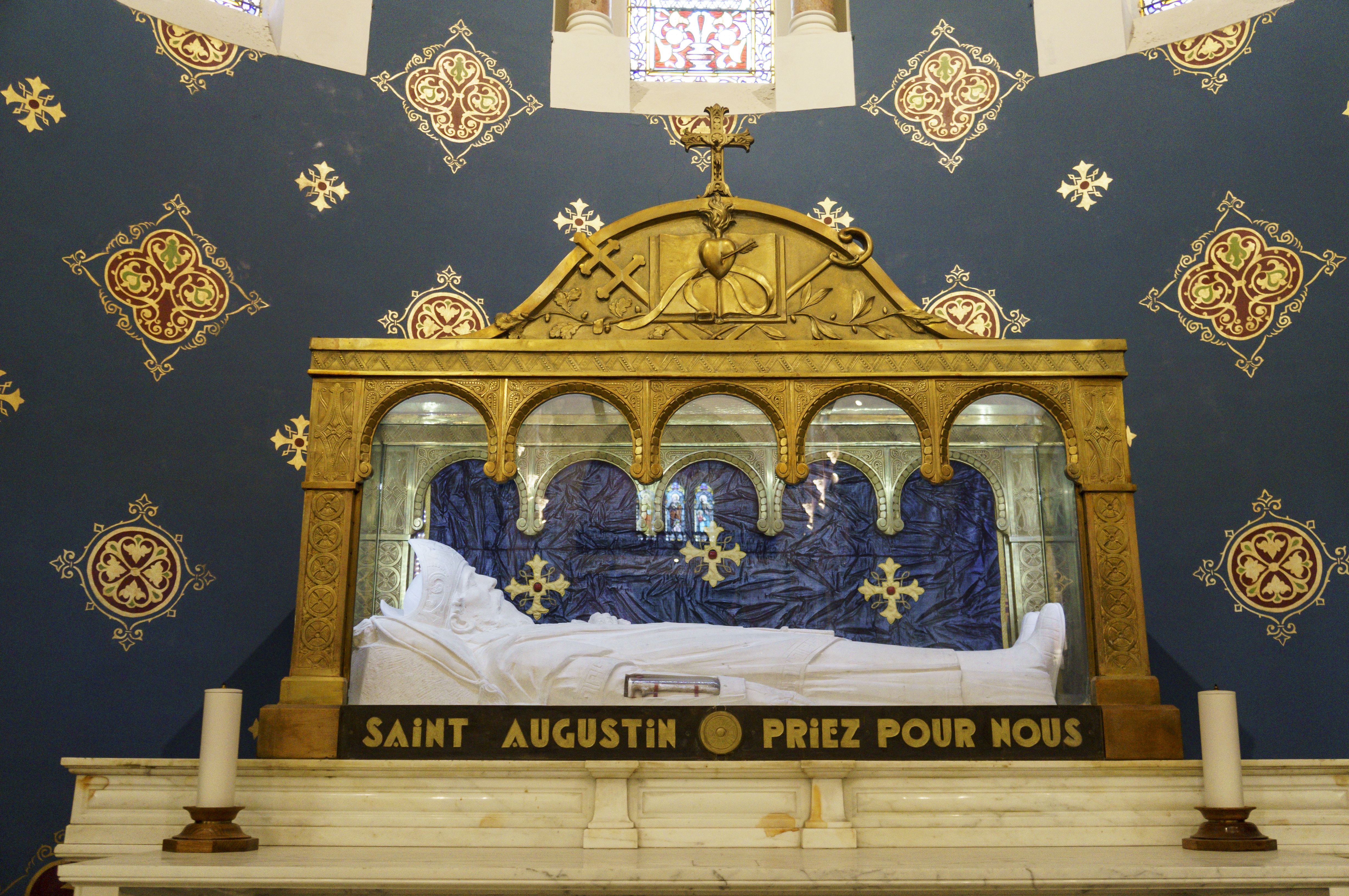
Statue funéraire de saint Augustin.